# Primera División de la Liga Central de Football de Santiago 1927
El Torneo de la Primera División de la Liga Central de Football de Santiago 1927 fue la 1.º edición de la primera y única categoría de la Liga Central de Football de Santiago, competición unificada de fútbol de carácter oficial y amateur de la capital de Chile, correspondiente a la temporada 1927. Se jugó desde el 22 de mayo de 1927 hasta el 2 de febrero de 1928.
Su organización estuvo a cargo de la Liga Central de Football de Santiago (LCF) —sucesora de la Asociación de Football de Santiago, de la Liga Metropolitana de Deportes, de la Liga Nacional Obrera de Football y de la Liga Santiago de Football—, compuesta por una sola categoría dividida en nueve series y en una Serie de Honor, y contó con la participación de 78 equipos en total. Las series A, B, C, D, E y F estuvieron integradas por 9 participantes; y las series G, H e I por 8 participantes. La Serie de Honor estuvo integrada por cinco participantes retirados de las otras series. Cada serie se disputó bajo el sistema de todos contra todos, en una sola rueda.
Los campeones fueron Independencia Juvenil en la Serie A; Liverpool Wanderers en la Serie B; Gimnástico Arturo Prat en la Serie C; Maestranza Atlético en la Serie D; Escuela de Artes en la Serie E; Sol de Mayo en la Serie F; Carlos Walker y Eleuterio Ramírez en la Serie G; Victoria Royal en la Serie H; Gold Cross en la Serie I; y Brigada Central en la Serie de Honor.

## Antecedentes
En conformidad a la unificación de las federaciones del fútbol nacional, acontecida en 1926, en sesión del 19 de abril de 1927 se acordó poner en vigencia el pacto de fusión de las principales ligas y asociaciones de Santiago, y se constituyó la Liga Central de Football de Santiago (LCF):

«En esta fecha quedan desafiliadas la Liga Metropolitana de Deportes, la Liga Santiago de Football, la Liga Nacional Obrera de Football y la Asociación Santiago de Football y reconocida la nueva entidad, denominada Liga Central de Football de Santiago».

Las mayores discrepancias del proceso de fusión estribaron en la parte económica, es decir, en la liquidación de los activos y pasivos de ligas. A este punto se llegó al acuerdo de que los propios clubes financiarían sus propios débitos o los paliarían con préstamos de la Federación de Football de Chile. Otra dificultad fue la gran cantidad de equipos que iban a componer la LCF, la cual, acordó la siguiente distribución de los clubes por liga: la Asociación de Football de Santiago y la Liga Metropolitana de Deportes, con 23 clubes cada una; y la Liga Nacional Obrera de Football y la Liga Santiago de Football, con 16 clubes cada una; esto es, 78 equipos en total. Se estableció que la competición iniciaría el 22 de mayo de 1927, con la división de nueve series confeccionadas por sorteo: las seis primeras con nueve clubes y las tres últimas con ocho. Se determinó, además, que todos los participantes serían considerados como de Primera División, habiéndose dejado constancia de no fijar una Serie de Honor. Se acordó que los tres últimos posicionados de cada serie no podrían competir en 1928, esto es, serían disueltos, y se obligó a los clubes a fusionarse para robustecer su capacidad futbolística ante la eventual eliminación al final de la temporada, como prosecución progresiva por un período de tres temporadas, reducción que concluiría con 20 equipos, según la Federación de Football de Chile.
Para competir en esta primera temporada de la Liga Central, se produjeron las siguientes fusiones:
- Liverpool Football Club y Wanderers Football Club, para dar origen al Liverpool Wanderers Football Club.
- Piedrabuena Football Club y Orompello Football Club, para dar origen al Unión Arauco Football Club, el 9 de mayo de 1927.
- Arturo Prat Football Club y Gimnástico Football Club, para dar origen al Gimnástico Arturo Prat, el 21 de mayo de 1927.

## Desarrollo
La competición se desarrolló mediante la ubicación de los 78 equipos en nueve series, resultando, por tanto, nueve campeones en total. Se estipuló, además, que los tres últimos posicionados de cada grupo serían desafiliados de la competición.
Mientras Colo-Colo se retiró debido a su gira internacional, Audax Italiano, Brigada Central, Magallanes, Santiago y Unión Deportiva Española no participaron en sus series inicialmente asignadas, ya que constituyeron la Serie de Honor.

## Series
Esta tabla muestra las principales posiciones de las nueve series de la Liga Central de Football de 1927. Para más información sobre una serie en particular, véase la página especializada de ella en Detalle.
| Serie                  |                                 | Campeón                          | Subcampeón                             | Tercer lugar                 | Cuarto lugar |
| Serie A Detalle        | Independencia Juvenil           | Manuel Acevedo                   | Everton                                | Small Star José Santos Salas |              |
| Serie B Detalle        | Liverpool Wanderers             | Unión Chilena                    | Deutscher Sport Verein Cuatro Naciones | Jorge V                      |              |
| Serie C Detalle        | Gimnástico Arturo Prat          | El Chileno Vista Hermosa         | Unión Cordillera Almirante Simpson     | Morning Star                 |              |
| Serie D Detalle        | Maestranza Atlético             | Escuela Normal Barcelona         | Green Cross Sport Français             | Benjamín Dávila              |              |
| Serie E Detalle        | Escuela de Artes                | Fundición Libertad Unión Condell | Unión Santa Elvira                     | General Bulnes               |              |
| Serie F Detalle        | Sol de Mayo                     | Primero de Mayo                  | Carioca                                | La Cruz Santiago Badminton   |              |
| Serie G Detalle        | Carlos Walker Eleuterio Ramírez | Borgoño Unión Sportivo Mac Kay   | English Unión Coquimbo                 | Fábrica de Gas               |              |
| Serie H Detalle        | Victoria Royal                  | Unión Arauco                     | Loma Blanca                            | Teniente Godoy Golden Star   |              |
| Serie I Detalle        | Gold Cross                      | Santos Dumont Santiago National  | Galvarino                              | Guacolda                     |              |
| Serie de Honor Detalle | Brigada Central                 |                                  |                                        |                              |              |

## Clasificación
De acuerdo a lo publicado por Los Sports, la clasificación final fue la siguiente:

### Serie A
Una fuente indica que en la Serie A figuraba Nacional, completando los nueve equipos respectivos; no obstante, no fue incluido en la clasificación final. Según Los Sports, Nacional fue absorbido por Santiago National.
Además, Río de Janeiro cambió su nombre provisionalmente por el de Deportivo José Santos Salas, en honor a un ciclista chileno de la época.
| 1.                                             | Independencia Juvenil | 6 | 12 |
| 2.                                             | Manuel Acevedo        | 6 | 10 |
| 3.                                             | Everton               | 6 | 8  |
| 4.                                             | Small Star            | 6 | 5  |
| 4.                                             | José Santos Salas     | 6 | 5  |
| 5.                                             | Unión Mercado Central | 6 | 2  |
| 6.                                             | Constitución          | 6 | 0  |
| -                                              | Colo-Colo             | - | -  |
| Última actualización: 21 de septiembre de 2014 |                       |   |    |

|  |                                                       |
|  | Campeón.                                              |
|  | Eliminado de la Liga Central de Football de Santiago. |
|  | Fuera de la competición.                              |

### Serie B
Previamente, en 1926, los clubes santiaguinos Liverpool Football Club y Wanderers Football Club celebraron un pacto de fusión y fundaron al Liverpool Wanderers Football Club.
| 1.                                             | Liverpool Wanderers    | 7 | 12 |
| 2.                                             | Unión Chilena          | 7 | 11 |
| 3.                                             | Deutscher Sport Verein | 7 | 9  |
| 3.                                             | Cuatro Naciones        | 7 | 9  |
| 4.                                             | Jorge V                | 7 | 6  |
| 5.                                             | Chile Atlético         | 7 | 5  |
| 6.                                             | Deportivo Rangers      | 7 | 3  |
| 7.                                             | Adolfo Schlack         | 7 | 1  |
| -                                              | Audax Italiano         | - | -  |
| Última actualización: 21 de septiembre de 2014 |                        |   |    |

|  |                                                                  |
|  | Campeón.                                                         |
|  | Eliminado de la Liga Central de Football de Santiago.            |
|  | Fuera de la competición por haber ingresado a la Serie de Honor. |

### Serie C
En el 21 de mayo de 1927, los clubes santiaguinos Gimnástico Football Club, de la Serie C, y Arturo Prat Football Club, de la Serie I, celebraron un pacto de fusión y fundaron al Gimnástico Arturo Prat.
| 1.                                             | Gimnástico Arturo Prat | 8 | 14 |
| 2.                                             | El Chileno             | 8 | 14 |
| 2.                                             | Vista Hermosa          | 8 | 9  |
| 3.                                             | Unión Cordillera       | 8 | 8  |
| 3.                                             | Almirante Simpson      | 8 | 8  |
| 4.                                             | Morning Star           | 8 | 7  |
| 5.                                             | Maestranza Eléctrica   | 8 | 6  |
| 6.                                             | Luz y Porvenir         | 8 | 4  |
| 7.                                             | Capitán Prat           | 8 | 0  |
| Última actualización: 21 de septiembre de 2014 |                        |   |    |

|  |                                                       |
|  | Campeón.                                              |
|  | Eliminado de la Liga Central de Football de Santiago. |

### Serie D
| 1.                                             | Maestranza Atlético | 8 | 15 |
| 2.                                             | Escuela Normal      | 8 | 11 |
| 2.                                             | Barcelona           | 8 | 11 |
| 3.                                             | Green Cross         | 8 | 10 |
| 3.                                             | Sport Français      | 8 | 10 |
| 4.                                             | Benjamín Dávila     | 8 | 7  |
| 5.                                             | O'Higgins           | 8 | 6  |
| 6.                                             | Britannia           | 8 | 2  |
| 7.                                             | El Tani             | 8 | 0  |
| Última actualización: 21 de septiembre de 2014 |                     |   |    |

|  |                                                       |
|  | Campeón.                                              |
|  | Eliminado de la Liga Central de Football de Santiago. |

### Serie E
Una fuente indica que en la Serie E figuraba Boca Juniors, mientras que en la clasificación final figura como Junior Lealtad.
| 1.                                             | Escuela de Artes         | 7 | 11 |
| 2.                                             | Fundición Libertad       | 7 | 9  |
| 2.                                             | Unión Condell            | 7 | 9  |
| 3.                                             | Unión Santa Elvira       | 7 | 6  |
| 4.                                             | General Bulnes           | 7 | 5  |
| 5.                                             | Junior Lealtad           | 7 | 2  |
| 6.                                             | Ruggeri's                | 7 | 0  |
| -                                              | Brigada Central          | - | -  |
| -                                              | Unión Deportiva Española | - | -  |
| Última actualización: 21 de septiembre de 2014 |                          |   |    |

|  |                                                                  |
|  | Campeón.                                                         |
|  | Eliminado de la Liga Central de Football de Santiago.            |
|  | Fuera de la competición por haber ingresado a la Serie de Honor. |

### Serie F
| 1.                                             | Sol de Mayo            | 8 | 15 |
| 2.                                             | Primero de Mayo        | 8 | 11 |
| 3.                                             | Carioca                | 8 | 9  |
| 4.                                             | La Cruz                | 8 | 8  |
| 4.                                             | Santiago Badminton     | 8 | 8  |
| 5.                                             | Germinar               | 8 | 6  |
| 6.                                             | Internado              | 8 | 4  |
| 7.                                             | Celta                  | 8 | ** |
| 8.                                             | Unión Camilo Henríquez | 8 | ** |
| Última actualización: 21 de septiembre de 2014 |                        |   |    |

|  |                                                       |
|  | Campeón.                                              |
|  | Eliminado de la Liga Central de Football de Santiago. |

### Serie G
Fuentes indican que en la Serie G figuraba Unión San Eugenio, completando los ocho equipos respectivos; no obstante, no fue incluido en la clasificación final.
| 1.                                             | Carlos Walker          | 6 | 10 |
| 1.                                             | Eleuterio Ramírez      | 6 | 10 |
| 2.                                             | Borgoño                | 6 | 6  |
| 2.                                             | Unión Sportivo Mac Kay | 6 | 6  |
| 3.                                             | English                | 6 | 4  |
| 3.                                             | Unión Coquimbo         | 6 | 4  |
| 4.                                             | Fábrica de Gas         | 6 | 0  |
| Última actualización: 21 de septiembre de 2014 |                        |   |    |

|  |                                                       |
|  | Campeón.                                              |
|  | Eliminado de la Liga Central de Football de Santiago. |

### Serie H
Una fuente indica que en la Serie H figuraba Piedra Buena, mientras que en la clasificación final figura Unión Arauco.
| 1.                                             | Victoria Royal      | 7 | 12 |
| 2.                                             | Unión Arauco        | 7 | 11 |
| 3.                                             | Loma Blanca         | 7 | 8  |
| 4.                                             | Teniente Godoy      | 7 | 7  |
| 4.                                             | Golden Star         | 7 | 7  |
| 5.                                             | Lautaro Atlético    | 7 | 6  |
| 6.                                             | Juan N. Frías       | 7 | 5  |
| 7.                                             | Unión de Peluqueros | 7 | 0  |
| Última actualización: 21 de septiembre de 2014 |                     |   |    |

|  |                                                       |
|  | Campeón.                                              |
|  | Eliminado de la Liga Central de Football de Santiago. |

### Serie I
Una fuente indica que en la Serie I figuraba Arturo Prat Football Club, que, en el 21 de mayo de 1927, celebró un pacto de fusión con el Gimnástico Football Club para fundar al Gimnástico Arturo Prat, de la Serie C. En lugar de Arturo Prat, en la clasificación final figura Santos Dumont.
| 1.                                             | Gold Cross        | 5 | 10 |
| 2.                                             | Santos Dumont     | 5 | 7  |
| 2.                                             | Santiago National | 5 | 7  |
| 3.                                             | Galvarino         | 5 | 4  |
| 4.                                             | Guacolda          | 5 | 2  |
| 5.                                             | Cinco de Abril    | 5 | 0  |
| -                                              | Magallanes        | - | -  |
| -                                              | Santiago          | - | -  |
| Última actualización: 21 de septiembre de 2014 |                   |   |    |

|  |                                                                  |
|  | Campeón.                                                         |
|  | Eliminado de la Liga Central de Football de Santiago.            |
|  | Fuera de la competición por haber ingresado a la Serie de Honor. |